# The Wild Magnolias
The Wild Magnolias zijn een Mardi Gras-indiaanse groep, die ook muziekalbums maakt en speelt als funkband in New Orleans.

## Geschiedenis

### Oorsprong
Mardi Gras-indianen zijn creoolse carnavalsvierders, gegroepeerd in stammen, met een leider (Big Chief), die zich voor de Mardi Gras parades verkleden in pakken die zijn geïnspireerd op inheems-indiaanse ceremoniële kleding. De groep die zichzelf de Wild Magnolias noemt, neemt al sinds de jaren 1950 mee aan deze tradities. Het is bekend dat minstens drie Big Chiefs vóór 1964 de band voor korte periodes hebben geleid: Leon, Flap en Joe Lee Davis.
In 1964 werd Theodore Emile "Bo" Dollis (Bo Dollis) Big Chief van de groep, nadat hij eerder had deelgenomen aan de parades met andere Mardi Gras-stammen zoals de White Eagles en de Golden Arrows. De groep is genoemd naar de Magnolia Street in Uptown New Orleans.

### Jaren 1970
In 1970 nam de groep de 45-toeren single "Handa Wanda" op voor Crescent City Records, opgenomen en gemixt door Cy Frost in de Deep South Recording Studio. In datzelfde jaar volgde een optreden op het eerste "New Orleans Jazz & Heritage Festival", samen met Monk Boudreaux van de Golden Eagles Mardi Gras-indianen. Naast hun gebruikelijke ensemble van zangers en een batterij slagwerkinstrumenten (snaartrommels, tomtoms, cimbalen, bierflesjes, blikjes, enzovoort), bracht de groep een aantal lokale muzikanten mee onder de naam "New Orleans Project", een begeleidingsband, met o.a. pianist Willie Tee, gitarist Snooks Eaglin, conga-drummer Alfred Roberts en saxofonist Earl Turbinton, broer van Willie Tee. De single kreeg weinig airplay op de radio, maar was succesvol in jukeboxen en via lokale mond-tot-mondreclame. Op basis van de single tekende de groep bij Barclay Records, een Frans label, en verzekerden ze zich van de distributie van hun albums in Amerika via Polydor. Twee veelgeprezen volledige albums volgden, in 1974 en 1975, en een single "Smoke My Peace Pipe (Smoke it Right)" bereikte de Billboard Black Singles-hitlijst, met een piek op nummer 74 in 1974.
Op het hoogtepunt van de populariteit van de groep boekten ze optredens in Carnegie Hall en het Capital Center in Washington. Polydor koos ervoor om het tweede album niet in de Verenigde Staten uit te brengen, dat gebeurde pas in 1993. De groep keerde terug naar New Orleans en verscheen op lokale festivals.

### Jaren 1980 tot 2000
Eind jaren 1980 toonde festivalpromotor Allison Miner interesse in het opnieuw opstarten van de carrière van de band. Zij boekte ze voor nieuwe tournees en contracteerde ze bij Rounder Records, dat een album in 1990 van hen uitbracht, I'm Back... at Carnival Time (met de ReBirth Brass Band). In de zomer van 1992 toerde de Magnolias als onderdeel van de "New Orleans Revue" door Europa met Willy DeVille, Dr. John, Johnny Adams en Zachary Richard. Op het album Big Easy Fantasy van DeVille zijn Monk Boudreaux, Bo Dollis te horen naast Dr. John en Leo Nocentelli en George Porter Jr. van The Meters. Ze namen in 1996 een album op voor een Australisch label en tekenden in 1999 bij Capitol Records-dochter Metro Blue om Life is a Carnival uit te brengen. Met een vaste begeleidingsband begon de groep aan wereldwijde tournees.

### Na 2000
In 2001 verliet Boudreaux de groep als gevolg van geschillen met Glenn Gaines, de manager van de groep, over garantiebetalingen. Na de ramp met de orkaan Katrina kreeg Bo Dollis een beroerte, waarna hij het leiderschap over de Mardi Gras-groep overdroeg aan zijn zoon.
In 2007 werden de twee albums van de groep uit de jaren 70 op Sunny Side Records opnieuw uitgebracht als een set van twee cd's met bonusmateriaal.
In 2011 ontving Dollis een National Heritage Fellowship van de National Endowment for the Arts, de hoogste onderscheiding van de Amerikaanse regering op het gebied van volks- en traditionele kunsten.
Het album New Kind of Funk uit 2013 markeerde de eerste Wild Magnolias-plaat met als frontman de zoon van Dollis, Gerard "Bo Jr.", die nu ook fungeert als Big Chief van de stam. Het album bracht Monk Boudreaux ook terug in de Magnolias-groep, nadat Dollis succesvol het handelsmerk The Wild Magnolias van zijn voormalige manager Glenn Gaines had teruggevorderd. Boudreaux blijft af en toe optreden met de groep.
Big Chief Bo Dollis stierf in januari 2015.

## Discografie
- "Handa Wanda" 7" single (Crescent City, 1970)
- The Wild Magnolias (Barclay Records/Polydor, 1974)
- They Call Us Wild (Barclay, 1975)
- I'm Back...at Carnival Time (Rounder, 1988)
- Super Sunday Showdown (samen met Mardi Gras-indianen en Dr. John, 1991)
- 1313 Hoodoo Street (AIM Records, 1996)
- Life is a Carnival (Capitol/Metro Blue, 1999)
- 30 Years and Still Wild (Pony Canyon, 2002)
- They Call Us Wild re-release Sunnyside Records, 2007)
- A New Kind of Funk (One More Time Records, 2013)
- Wild Side(s): 2015-1991 (2015, geen label)